# Joop van Woerkom
Johannes Jacobus van Woerkom, detto Joop (Schiedam, 3 maggio 1912 – Schiedam, 27 gennaio 1998), è stato un pallanuotista olandese.
È stato un giocatore di pallanuoto olandese che ha partecipato alle Olimpiadi estive del 1936, conquistando il quinto posto. Ha giocato tutte le partite.